# Mikronesiska federationens flagga
Mikronesiska federationens flagga är ljusblå med fyra femuddiga stjärnor. Flaggan antogs den 30 november 1978 och har liksom Marshallöarnas flagga proportionerna 10:19.

## Symbolik
Den blå flaggduken står för det omgivande Stilla havet, och stjärnorna står för de fyra ögrupperna Chuuk, Pohnpei, Kosrae och Yap. Den blå färgnyansen är densamma som i FN-flaggan.

## Historik

Den flagga som användes av USA:s Stillahavsprotektorat mellan 1962 och 1978

Efter andra världskriget bildades ett FN-mandatområde i Stilla havet som förvaltades av USA, USA:s Stillahavsprotektorat. Protektoratet använde från 1962 en ljusblå flagga med sex femuddiga vita stjärnor som representerade Palau, Chuuk (som då hette Truk), Marshallöarna, Yap, Pohnpei och Nordmarianerna. Nordmarianerna fick eget självstyre den 1 april 1976, och i januari 1977 bröts Kosrae ut ur Pohnpei som en egen delstat. När självstyret infördes 1978 valde Palau och Marshallöarna att stå utanför federationen, och antalet stjärnor minskades då till fyra.

## Delstatsflaggor

Pohnpeis flagga. Delstaten består av sex öar, vilka symboliseras av de sex stjärnorna. Den halva kokosnöten är en dryckesbägare.
Chuuks flagga. Kokospalmen symboliserar den viktigaste grödan. De 38 stjärnorna står för de 38 byarna på Chuuk.
Kosraes flagga. Olivkvisten är en fredssymbol, och de fyra stjärnorna står för öarnas fyra administrativa områden. Mellan olivkvistarna finns en fafa, som är en traditionell handkvarnsten.
Yaps flagga. Emblemet är en utriggad kanot som symboliserar befolkningens vilja att uppnå nationens mål. De båda ringarna är en rai, en traditionell enhetssymbol.